# Te voy a perder
Te voy a perder è un singolo  del cantante messicano di musica pop Leonel García, pubblicato il 20 agosto 2013 come singolo dal album in studio Todas mías.
Il singolo ha visto la collaborazione del gruppo musicale statunitense Ha*Ash.

## La canzone
La traccia, segna la prima collaborazione tra artisti. È stata scritta da Leonel García e Áureo Baqueiro.

## Video musicale
Il videoclip è stato pubblicato su Vevo il 20 agosto 2013.

## Classifiche
| Classifica (2013)                   | Posizione massima |
| ----------------------------------- | ----------------- |
| Messico Airplay (billboard)         | 9                 |
| Messico Español Airplay (billboard) | 22                |
| Messico (Monitor Latino)            | 1                 |